# Jeltyrjova
Jeltyrjova popř. Žigalova (rusky Елтырёва nebo Жигалова) je řeka v Tomské oblasti v Rusku. Je 332 km dlouhá. Povodí má rozlohu 5 240 km².

## Průběh toku
Protéká přes bažiny Západosibiřské roviny. Ústí zprava do Keti (povodí Obu) na 204 říčním kilometru.

## Vodní režim
Zdroj vody je smíšený s převahou sněhového. Nejvyšších vodních stavů dosahuje od května do července.